# مرسدس دی.۲
مرسدس دی. ۲ (به انگلیسی: Mercedes D.II) یک موتور هواگرد ساختِ کارخانهٔ مرسدس بنز در کشور آلمان است.